# José Joaquim do Carmo Júnior
José Joaquim do Carmo Júnior (Rio de Janeiro, 29 de outubro de 1832 — Rio de Janeiro, 16 de outubro de 1915) foi um político brasileiro.
Foi presidente da província do Paraná, de 7 de março a 18 de novembro de 1864.